# Branchinella minuta
Branchinella minuta är en kräftdjursart som beskrevs av Roen 1952. Branchinella minuta ingår i släktet Branchinella och familjen Thamnocephalidae. Inga underarter finns listade.